# Вотупоранга
Вотупоранга (порт. Votuporanga) — муниципалитет в Бразилии, входит в штат Сан-Паулу. Составная часть мезорегиона Сан-Жозе-ду-Риу-Прету. Входит в экономико-статистический микрорегион Вотупоранга. Население составляет 77 419 человек на 2007 год. Занимает площадь 421,686 км². Плотность населения — 183,59 чел./км².
Праздник города — 8 августа.

## История
Город основан в 1937 году.

## Статистика
- Валовой внутренний продукт на 2003 составляет 494.206.782,00 реалов (данные: Бразильский институт географии и статистики).
- Валовой внутренний продукт на душу населения на 2003 составляет 6.174,58 реалов (данные: Бразильский институт географии и статистики).
- Индекс развития человеческого потенциала на 2000 составляет 0,817 (данные: Программа развития ООН).

## География
Климат местности: тропический. В соответствии с классификацией Кёппена, климат относится к категории Aw.